# アグレッシブ烈子
アグレッシブ烈子（アグレッシブれつこ、英: Aggretsuko）は、日本のサンリオによるキャラクター。

## 概要
OLとして働くレッサーパンダの女性・烈子が、癖の強い性格をした上司や同僚への怒りや不満を抱きつつも言い返せずに日々溜め込み続ける鬱憤を、カラオケのデスメタル熱唱で晴らす様を描く。
2015年のキャラクター開発後、翌年のアニメ化で実質的なデビューを果たし、日本以上に海外人気の高いキャラクターとして急速に人気を拡大した。

## 来歴
2015年にキャラクター開発。同年秋に、サンリオが開催した「キャラリーマン総選挙」で8位に入賞しデビュー。
2016年4月2日よりTBSテレビ他にて『王様のブランチ』内のコーナーアニメとしてアニメ化され、2018年3月31日まで放送された。海外では「Aggretsuko」のタイトルで配信され、欧米でも同じように職場にストレスを溜めている女性からの支持を集めている。また、メタルと日本文化のコラボレーションも、海外での人気の要因となっている。

## 登場キャラクター
括弧内はモデルになった動物。
烈子（レッサーパンダ）
声 - Kaolip、ラレコ（デスボイス時）
本作の主人公。キャラリーマン商事株式会社の経理部に勤務するレッサーパンダのOL。誕生日は11月6日で星座は蠍座。血液型はA型。年齢は25歳。毎日無茶な仕事を押し付けてくる上司や自分勝手な同僚に振り回される現実と、憧れの会社で華の丸の内OL生活を送りたい願望に挟まれる日々を過ごしており、表には出さないものの深いジレンマを常に抱えている。
上司の理不尽な振る舞いや同僚の一方的な発言などに対して自分から言い返せないため、常日頃からストレスを溜めこんでおり、対象への不満や怒りが頂点に達した際は額に「烈」の文字が現れてデスメタルの絶叫に託して内心を披露する。デスメタルを歌う時は表情がコープス・ペイント風の顔つきへと一変し、感情の度合いによって涙が加わることがある。
また、どうしても耐え切れない時は、会社のトイレやカラオケ店で一人デスメタルを歌ってストレスを発散している。
これらのことから、内気で根が暗いように思われがちだが、同僚社員と飲み会を開いて会社の上司に対する愚痴を零し合ったり、アニメでは、女性社員のガールズトークに参加していたりなど、極普通の明るいOLである。
完璧な男との快適な結婚生活と辞表フルスイングを夢みるも、そんな男は烈子の前には全く現れないし、職場の上司や同僚からの理不尽な振る舞いによるストレスに苦しむ羽目になっている。
精神修養のためにヨガをするゴリ部長と鷲美と出会い、今はお互いに心が通じる友人。
勤務会社に同じく通勤するレッサーパンダのれさすけさんに片思いしている。Netflix版では両思いの関係まで発展したが、ある出来事が原因で最終的に彼にデスメタルを披露する形で別れることになった。
実は彼女のデスメタル熱唱は祖母ゆずりであり、彼女の祖母も苛立ちや怒りが頂点に達した際は表情が烈子と同じものへ変貌しデスメタルを披露する。
Netflix版シーズン2では只野と知らずのうちに両思いになり、蜜月の仲を過ごしたが最後は烈子がデスメタルを披露して別れる。
Netflix版シーズン3ではVR彼氏にはまってしまいゲーム課金のせいで預金残高が減り、さらに追い討ちをかけるように、駐車場でレンタカーを止めようとした所、うっかり相手の車にぶつけてしまい挙げ句の果てに借金を背負うことになってしまう。借金返済をするべく、ぶつけた相手である地下アイドルのプロデューサーの豹堂の元で経理部長として働くことになる。
しかし、自分がカラオケでデスメタルを歌っている所を彼にみられてしまい、それをきっかけに自分がアイドルとしてステージでデスボを歌わされる破目になってしまう。
その後、少しずつアイドル活動に陰りが見え始めるも、ついに自分がアイドル活動をしていることをトン部長にバレ、そして過激なファンからのストーカー被害と嫌がらせを受け、ついに会社帰りに襲われる。
結局アイドル活動の中にも居場所がないと思い込んでしまい、アイドル活動もやめ、実家に引きこもってしまうが、実家におしかけてきたハイ田とカラオケでお互いの本心をぶつけあい、その後アイドルを引退し、会社に復帰する。
Netflix版シーズン4ではハイ田との関係は好きとは言えないまでも仲の良い同僚以上には見えていたが、ハイ田の煮えきれない態度に戸惑い、さらにハイ田の自信がないという本心を知ってしまうも、大上の助言により「まだ好きとは言えないけど、ハイ田くんのことを知りたいと思っている」と発言し、関係は一歩前進する。また、デスボチャンネルを開設・運営するなど「趣味を実益化」させる試みに挑戦している。
鷲美（ヘビクイワシ）
声 - 小岩崎小恵
キャラリーマン商事株式会社の社長秘書を務める美しい容貌を備えた美人ヘビクイワシ。仕事は優秀で社長の痒い所に手が届く敏腕振りを示しているが、その反面で社長自身の人使いの荒さとメンタルの弱さに辟易している。
勤務時間はクールに振る舞うがプライベートは派手さが目立つ。(異性の前ではとても優しくなる)　実は烈子と交流関係にあり、同時にヨガ教室へ通う生徒仲間の間柄で親友でもある。
彼女の長い足から醸される魅力で男性は簡単に恋に落ちるが、すぐ疲れ果ててしまう。そのためか、鷲美自身の恋愛はいつも短い。
Netflix版ではゴリ部長と共に自身を『烈子のマブダチ』と称し、様々な形で烈子を応援している。クリスマススペシャル版では、ハイ田の烈子への片思いを察してゴリと共にその場を後にするなど、洞察力に長けているシーンが多々ある。
鷲子というCAをしている妹がいて、姉同様派手好き。
鳥ではあるが人のように歯が生え揃っており、睡眠中は歯ぎしりを起こす。
ゴリ部長（ゴリラ）
声 - 鶴田真希
マーケティング部門に所属・勤務する才能と努力を兼ね備えたマーケティングディレクターのゴリラの女部長。年齢は40代。コンサバファッションでオシャレを決めているが、外見が厳ついことにより周囲からいじられており、家に帰っては枕を濡らす毎日を過ごす。
見た目の迫力とは裏腹に意外なほどの繊細な心の持ち主。このために思ったことを言えないことが多く、烈子とはシンパシーを持ち合える唯一の共有関係にある。
バーでお酒を飲むとき、一緒にいてくれるのはバーテンダーだけ。
鷲美とは勤務する会社での間柄だけでなく、プライベートや習い事においても交流関係の深さを見せており、同じく烈子とはヨガ教室の生徒仲間で親友。
Netflix版ではサイドビジネスに没頭している一面を見せており、本格的な恋愛アプリ製作に力を注いでいる。また、ことある毎に男に振られており、烈子や鷲美にストレスをぶちまけている。
社長（ゾウ）
声 - 荒井聡太
キャラリーマン商事株式会社の2代目社長であるアフリカゾウ。新しいことを取り入れてこの会社を大きくした功績をがあるが、たまに気弱になることがあり、鷲美に渇をいれてもらっている。また、創設者である父親と自分を比べてしまっている節があり、周りが見えていないことも。
秘書の鷲美をとてもかわいがっているものの、彼女のプライベートまでは存じていない。
ライバルはいとこのインドゾウの会社。
一方、明らかに必要のない企画ばかり考えるため、トン部長には迷惑がられていたり、鷲美に一蹴されたりしている。
Netflix版では自社の部署全体に巨大な流しそうめんを設置した模型を約30万円かけて造り、それを鷲美に企画として提案したが、模型を破壊される形で企画倒れに終わった。
Netflix版シーズン4では、病に倒れてしまい、外部取締役のヒムロを新社長として任せることになる。
トン部長（豚）
声 - 荒井聡太（Netflix版）、加藤慎吾（ショートアニメ版）
経理部部長の豚。年齢は50代くらい。種別はデュロック種。「女はみんな腰かけなんだからお茶汲みしてればいい」という古い考えを思っている。機嫌がいい日と悪い日があり、部下はご機嫌を伺いながら接する。特に機嫌がいい時は逆に部下たちから恐れられている。ゴルフと飲み会が大好きで毎晩社内の若手を捕まえて飲み歩いている。極度の汗っかきで巨漢。
経理部なのにもかかわらず、機械類の扱いはあまり得意ではなく、計算の際にも表計算ソフトは使わず十露盤を用いている。十露盤を用いた作業スピードは非常に速く、パソコンを用いて作業をしている烈子やフェネ子よりも速い。
他者から求める答えは自分が持論としているもの一つしかなく、異論は決して認めない姿勢を貫いている。
自身の体臭が汗の影響でキツいためか、対策用として制汗スプレーと消臭スプレーが机の下にカートンで置いてある。
Netflix版では、とある出来事から烈子のことを「腰掛け」と呼んでいる。また、双子の娘がおり、彼女らは社長の屋台企画の際に登場した。
普段はパワハラに近い言動、行動を部下にしているが、仕事に対する姿勢は真面目であり、経理部で欠勤3名が出た際には十露盤を使ってパソコンより早い計算速度を見せたり、烈子に度々自身の価値観や考え方を伝えているため、根は悪人という訳では無い。
Netflixシーズン4では新社長のヒムロにより異動される。その後、自ら家族に内緒で会社を辞め、マナカのバイト先であるコンビニでアルバイトとして働くも、それを知った烈子の頼みで彼女が運営するデスボチャンネルの経理業務を任される。そして、シーズン4の最終話にてカバ恵共々復帰を果たす。
ヤギュウ課長（バッファロー）
声 - 加藤慎吾
経理部課長のバッファロー。ずさんなスケジュール管理で、株ばかりチェックして仕事をせず、締め切りが近くなってやっと気づき、締切間近の大量の仕事を悪びれもなくいきなり部下に押し付けるダメ課長。それなのに定時退社をきっちり守る。上司のトン部長がいない日は早退して野球を見に行ってしまう。
Netflix版シーズン4では、トン部長が異動したことにより部長になるも、社員のプライベートに理解がなく、結局部長から降ろされた。
テレビアニメ版では、後半において出番が増加しており、会社の女性社員に対してアプローチをかける描写が散見される。
公式Twitterでは、角田のSNSにリプライを送っていることが確認できる。
小宮係長（ミーアキャット）
声 - 荒井聡太
経理部係長のミーアキャット。上昇志向が高い嫌味な存在。上の地位に上り詰めたいという想いから、上の立場の者には媚びへつらい、部下には偉そうにしている。
部下の手柄を横取りしてまで認められようと必死であり、パワポの発表時は編集画面のまま進める。
社内においては自分の都合が悪くなると部下にブチ切れるなど、部下へのパワハラとも捉えられる理不尽さを各所で見せている。
Netflix版とWebアニメ版での差が激しく、Netflix版ではアイドルグループの追っかけを趣味としていることが判明していたり、トン部長の腰巾着として行動している。
坪根さん（コモドオオトカゲ）
声 - 鶴田真希
些細な事でもモラハラに近い嫌みを言ってくる経理部のお局。理不尽に怒ることが多く、Netflix版では事あるごとに佃煮が入った瓶のふたを部下に開けさせようとする。佃煮の瓶を自宅で開けようと格闘していた際に手首を粉砕骨折したことがある。
カバ恵（カバ）
声 - 高橋ゆき
経理部所属のカバの女性社員。性格が悪いというわけではないのだが、声が大きく煩く、とにかく明るい。社内の噂話の9割は、実は当人によって広まったものである。
体重も割とあり、飛び跳ねると会社ビル全体が揺れる。
本人は知らないが出禁になっている取引先がある。それにより往訪の時には「あ～それ私が行きます!!」と数人が名乗りを上げ彼女が行くのを防いでいる。
子持ちであり、旦那は医者。作中では過剰に良妻賢母アピールをしたりすることがあり、よく子供の写真を見せてくる。
また、穴井などに仕事を指導したり、烈子に食事を分けたりと面倒見がいいシーンが多々存在する。Netflix版ではスパイ容疑で身柄を拘束されたことがある。
Netflixシーズン4では会社から退職を勧められ、ヤギュウの圧力に屈して、そのまま希望退職を受け入れてしまうが、シーズン4の最終話でトン部長共々会社に戻ってくることができた。
カラ姐（カラカル）
マーケティング部に勤務する、独自の個性を放っているカラカルのキャリアウーマン。
周りを気にすることなく、淡々と仕事をこなし、育児もこなせることから社員たちに頼られているが、強すぎるのか憧れられることが少ない。洋画吹替のような会話が特徴。
口癖は「それちゃんとオンスケで進んでる～?」
角田（トムソンガゼル）
声 - 井上里奈
マーケティング部所属の新入社員のキラキラ系トムソンガゼルのOL。誰からも好かれるように八方美人に振る舞う計算高い性格で、他の女性社員からの反感も気にしない。
意識高い系なので勉強はするものの、特にひとつも身になっていない。ハッシュタグとラテが異常に大好き。
カメラロールの中身は自撮り、自撮り、自撮り、ラテアート、自撮り、足元、自撮りの順となっている。
フェネ子（フェネック）
声 - 井上里奈
烈子と同期のフェネックギツネのOL。烈子とは愚痴を言い合える友人関係にある。頭の回転が速く、推理や分析が得意。肉食獣であるが肉が嫌いという変わり者。
烈子はフェネ子のことを「味方」であると同時に「敵」と信じている。ただ、烈子が考えているほど悪い人ではない。
Netflix版では角田のインスタグラムを定期的に見ていたり、ハイ田のやけ酒に付き合ったりしている。また、スマホやVRといった現代的なものに否定的だが、実際に体験してみると直ぐに気に入ってしまう性格である。
ハイ田（ハイエナ）
声 - 加藤慎吾
烈子と同期のハイエナで、本作のもう一人の主人公的存在。誕生日は8月3日で星座は獅子座。
上司を褒めることで自分を気に入ってもらおうとしていることを上手く生きる術だと思っている。「しゃくれ」にコンプレックスを持っており、それに似た言葉を聞くと反応してしまう。
烈子へ対して密かに好意を寄せているが、自分の自信のなさなどにより、なかなかうまくいかない。同期入社で同僚のフェネ子にいじられつつも応援されるが、やや奥手な面を持つため行動に移すことが苦手。Netflix版では彼女の恋話に関心を示す他、れさすけさんに嫉妬する様子を見せている。
Netflix版シーズン3では烈子に対する想いは変わらずにいたが、自身と親しい他部署の戌井さんと烈子の間で揺れ動く。
Netflix版シーズン4では、自分の自信のなさなどにより、烈子との関係は、その先へ踏み込めないでいたが、大上の助言で烈子が「まだ、好きとはいえないけど、ハイ田くんのことをもっと知りたいと思っている」と発言したことにより関係は一歩前進した。そんなある日、自身の業務効率化を着目した新社長のヒムロにより経理部長に据えられ、彼に帳簿の書き換えを指示され、粉飾決算に手を染めかけるが…
大上さん（タテガミオオカミ）
声 - 荒井聡太
烈子の後輩。最低限のエネルギーで仕事をしている。イケメンで女も多い経理部の男性。しかし女性問題が多発しているらしい。
靴はつま先が尖っていれば尖っているほどいいと思っている。
Netflix版では出番が増えており、主に烈子やハイ田関連の話に登場する。
寺田さん（ラーテル）
仕事をしている姿を誰も見たことがないラーテル。本編にはほとんど登場しない。クビにならないのは強力なコネ入社のためとの噂がある。誰との繋がりかは不明。
アダチさん（ダチョウ）
マーケティング部に勤務するダチョウのOL。上の者には媚び、下の者には見下すタイプ。仕事をしているように見せて実はSNSをずっとチェックしている。
角田のアカウントに「いいね！」を押しながらも、その裏では本人のリア充アピールに苛立っている。
テレビアニメ版では、烈子がキレた際にデスメタル熱唱して自分のスマホを指で貫き破壊した場面を偶然目撃し、その迫力とキレ振りに恐れ慄いていた。
ヨコサワさん
声 - 横澤夏子（ショートアニメ版）
ウーパールーパーのOL。とにかく人の話を聞かず、相手が喋っていても聞かずにわかったような口ぶりでかぶせてきて相手を喋らせない。最終的に自分の話に全て持って行ってしまう悪癖がある。
美容院ウーパーにたまに外鰓を整えに行ってるらしい。
ありひこさん（アリクイ）
広報部のアリクイの部長。私生活は派手好き。合コンでは女性の職業を重要視し、CAやアナウンサーが好き。今は結婚して妻の鷲子で頭がいっぱいでサプライズをして喜ばせることに必死。
真城さん（アルマジロ）
かなりネガティブな性格のアルマジロのOL。「そんなわけあるまじろ…」「いいところなんてないまじろ…」が口癖。実は彼氏持ちである。
テレビアニメ版では、アニメキャラの話をしたり彼氏との関係の悩みを烈子に話すなどのシーンがある。
わらびださん（クアラッカワラビー）
派遣社員のクアラッカワラビーのOL。女子力が高く、優しい笑顔で社員たちから好かれている。よく烈子が引き合いに出され比べられる。
ビバ沼さん（ビーバー）
経理部所属のビーバーの女性社員。何かしら理由をつけて烈子に仕事を押しつけ、自分はサボる。
雑談では自分が話の中心にいないと不機嫌になる。
トッティ
広報部に勤務する海外帰りのハリネズミ。あまりに小さいため後輩に踏みつぶされそうになると上手くすり抜け、後輩をいじりまくる。行動力があり、部下の相談にも親身になって聞いてくれる。
その反面でアイディアが思い付くと部下に無茶振りしたり、暴走するので振り回されると大変。趣味はボルダリング(飛び跳ねて岩から岩へ移る)。
鷲子（ヘビクイワシ）
鷲美の妹でCA。鷲美と同じく派手好きで、お金の使い方が激しい。
夫であるありひこさんとの出会いは合コンで、ありひこさんの素朴さに惹かれ最初は新鮮だったが、元々裕福で高級思考な鷲子からすると彼の行動は庶民すぎる上に無自覚なものである為か、その行動に苛つくようになる。それにより新婚にもかかわらず彼女の心は冷えている。
穴井くん（アナグマ）
声 - 荒井聡太
新卒新入社員で経理部所属。ハキハキとしゃべり、挨拶や身振りなどはしっかりした社会人の様だが、失敗が多く事あるごとに作業の確認を取るため、烈子には迷惑がられている。普通の人よりも細かく聞いて確認しないと行動に移せない。
テレビアニメ版では、中盤から後半にかけて烈子の後輩として半ばレギュラー化していた。
Netflix版では、何かちょっとした注意をされるとそれに過剰反応し、数時間後、注意した相手に「質問状」という、注意したことに関する批判と、注意者のその批判に対する意見を求める文章のメールを送り付けてくる。「質問状」は半ば脅迫的で恐ろしい文面であり、トン部長も泣かせるほどである。いわゆる「褒めると伸びる子」であり、優しく指導してくれるカバ恵には頬を染めて静かに言う事を聞いていた。
その後、経理部で料理の才能を活かして弁当屋を開業したり、副業の本出版を行うなど他のメンバーたちとも打ち解けた様子。
Netflix版シーズン3ではハク美という彼女がいることが判明した。
胡麻川さん（ゴマフアザラシ）
新卒新入社員。年齢は烈子の2個下で、23歳である。悪気はないが、失礼連発の天然ボケを連発する。また、注意してもポジティブな解釈でズレた反応を示す。反面、うるうるお目目で対話したりそこからオジサンを手のひらで転がすのが得意な一面を見せている。
Netflix版では、設定が異なり、シーズン2の冒頭で寿退社した。
れさすけさん（レッサーパンダ）
声 - 加藤慎吾
営業部に所属するレッサーパンダの男性。25歳。烈子に片思いされている。烈子の視点からは美化されて描かれていることが多いが、実際は塩顔のフツメンである。
ぼんやりマイペースで何を考えているのか分からない。
喋ると独特の謎の間がある。しかしその間ですら烈子が思い返して妄想するときには物思いにふけっているように映る。
Netflix版では自覚があるのかないのか不明だが、烈子に対して優しくしたり、それっぽい言動をしたりする。
Netflix版シーズン1の後半にて烈子と付き合うことになるが、彼の言動や行動からストレスが溜まって行った烈子がデスメタルを披露する形で別れた。
マヌ丸君（マヌルネコ）
声 - 荒井聡太
Netflix版シーズン1に登場する営業部所属のマヌルネコの男性。ずんぐりした見た目だが、頭の回転は早い。
面倒見が良く、いつもぼーっとしているれさすけさんの世話を焼いている。計算され尽くした模様やアート作品を見ると感動して涙する。感情が外に出やすい。
りんた君　(キリン)
声 - 加藤慎吾
Netflixシーズン1に登場するキャラクターの１人。営業部所属のキリンの男性。
常識を好むインテリ秀才君。れさすけさん、マヌ丸君と共に社内合コンに参加した。
新井さん
アライグマの社員。外見から、烈子が間違われて迷惑したことがある。
羊子さん（羊）
テレビアニメ版に登場するキャラクター。
失礼のないように丁寧にしすぎてかえって何が言いたいのかわからなくなってしまう。
クソガキコアラ　(コアラ)
テレビアニメ版に登場するキャラクター。
電車の中ですごく態度の悪いクソガキ。親も注意しないため調子に乗っている。
Netflix版でもチラ見せで登場している。
服屋店員　(アルパカ)
マニュアル通りにしか声かけしない街の服屋の店員。正直心のこもってない接客でうざい。
Netflix版のシーズン1で、烈子に無理矢理ポイントカードを作らせようとしたところを通りかかったプー子に止められた。
ヨガインストラクターの先生
声 - 荒井聡太
烈子たちが通うヨガ教室のインストラクターであるカンガルー。鍛えぬかれた美ボディを見せつけながら指導する。鍛えすぎてあごも割れており、性別も年齢も不詳。烈子たちは最初、女性だと思っていたが、今は自信がない。
「プロテイン」が口癖で、実際よく飲んでいる。
Netflix版シーズン1では、なぜか烈子がいつもカラオケで歌っているカラオケ番号を知っており、色々と謎が多いキャラとなっている。
アシスタント　(ワオキツネザル)
Netflix版のシーズン1に登場するキャラクターの一人。烈子達が通うヨガ教室のアシスタント。
「プロテイン」としか言わないヨガのインストラクターの先生の言葉をほとんど通訳する形で登場している。
カフェ店員
声 - 荒井聡太
ゴリ部長が気になっているカフェの店員のマンドリル。寡黙な性格。コーヒーに詳しそうだがそうでもなく、紅茶派。劇団員でもある。貴禄から店長クラスに見えるが実はアルバイト。
感情を全く表に出さず無口なのに、マンドリルとマントヒヒを間違えられるとキレて手がつけられない。ゴリ部長は勇気が出なくて話しかけられないが、彼も寡黙なのでお互い何も進展なし。
Netflix版では烈子の行きつけのカラオケ店の店員として登場。
プー子（ピューマ）
声 - 井上里奈
Netflix版に登場する烈子の高校時代からの友人。自由人でいろんなものに興味を持ち、やりたいことがたくさんある好奇心旺盛なピューマ。ピンクの体毛が特徴。
高校時代に自ら立候補したプー子と、じゃんけんで負けた烈子が学級委員をやることになりそれがきっかけで仲良くなった。
大学時代に一度海外留学をしていた。その後は、日本で半年バイトをし、お金を貯めては海外に出かけている。現在はプー子の先輩と輸入雑貨屋を営んでいる。
スーちゃん　(スカンク)
声 - 井上里奈
Netflix版のシーズン1に登場するキャラクターの1人。烈子の高校時代からの友人で、おっとりした性格のスカンク。
友達の結婚式を見に行くために烈子と一緒にきていた。しかし、その二人が離婚したことと知らせるために烈子に電話をかけ、「もう～この悲しみを誰かとシェアしたくてさ!」と言った後に「あっ、次イノコにもかけるから切るね」と最後に言って電話を切った。
今は図書館で働いてるらしい。
ろったん　(オセロット)
烈子の高校時代からの友人。今は広告代理店のデザイナーのアシスタントをやっている。
Netflix版シーズン1ではなぜか結婚式の受付として登場している。
烈子母（レッサーパンダ）
声 - 鶴田真希
Netflix版のシーズン2に登場する烈子の母親。まだまだ子供扱いして何かしら口出しをしてくる。
最近親戚や周りの人のお子さん達の結婚話を聞いたらしく、烈子にお見合い写真を持って家にやってくる。おせっかいな性格で、烈子には鬱陶しく思われている。
烈子祖母　(レッサーパンダ)
烈子のおばあちゃん。
一見弱々しく、歩幅は5センチくらいしかないのに年寄り扱いするとデスボイスで怒る。
白田（ホッキョクグマ）
声 - 佐々千春
Netflix版のシーズン2に登場するキャラクターの一人。烈子のお見合い相手の1人で、学生時代はラグビーばかりやっていた。
よく言えば癖のない、悪く言えば平凡な男だが、婚活市場では実は平凡な人は貴重。
烈子とお見合いをし、デートにまで発展したが最終的に破局している。
只野（ロバ）
声 - 佐々千春
Netflix版のシーズン2に登場するキャラクターの一人。若くして指折りの実業家となった存在で、IT企業を運営している。その財力はかなりのもので、プライベートジェットを保有し、それを常に移動手段として用いるほど。
世界の無駄な労働をAIで合理的にするべきだと考えており、天才肌ゆえに人の気持ちがわからないところもある。
オフの時は社長とは思えないラフな雰囲気をまとっている。
烈子と蜜月の仲を過ごすが、あまりの現実離れし過ぎた環境に耐えきれなくなった彼女から、最終的に別れを切り出されている。シーズン3ではハイ田とコンタクトを取っており、当人に彼女への未練を臭わせる一言を漏らしている。
トンのお子さんたち
声 - 荒井聡太
Netflix版のシーズン2に登場するキャラクターでトン部長の娘達。一見双子のようだが中学二年生と中学三年生の娘たち。ネットで流行りの情報を集めるのが大好き。
社長の屋台企画の際に登場し、烈子が作った焼きそばを食べるも、あまりの不味さに吐き出し、周りへ「経理部の焼きそばが不味い」と徹底的に言いふらした。
Netflix版シーズン3では、OTMGirlsのファンとして、烈子達を応援していた。
運転教室の職員（犬）
Netflix版のシーズン2に登場するキャラクターの一人。種別はパピヨン。教習所の受付の職員で、ギャルなため誰に対してもタメ口。
只野のことは当然ニートだと思っている。
カバ恵の夫
Netflix版のシーズン2に登場するキャラクターの一人。カバ恵の夫であり、医者として活動している。患者さんの話をじっくり聞いてあげる優しい心の持ち主。
カバ恵のお子さんたち
Netflix版のシーズン2に登場するキャラクターで、カバ恵の息子たち。
やんちゃ盛りで、よく遊び、よく笑い、よく泣いて、家の中はこの子達でいつもにぎやか。
そのうちの1人の子の名前はカバ助くん(声:鶴田真希)という名前で、走って頭をぶつけたところをカバ恵に「いたいのいたいの～飛んでけ!」といわれて、なだめられていた。
聖弥（ユニコーン）
声 - 梶裕貴
Netflix版のシーズン3に登場するキャラクターの一人。VRゲームの世界の存在で、本編では直接姿を現わさない。
戌井さん（犬）
声 - 井上里奈
Netflix版のシーズン3に登場するキャラクターの一人。種別はボルゾイ。見た目は清楚で丁寧な暮らしをしていそうだが、ロックやパンクを聴く一面もある。
ハイ田のことを気にかけており、さり気なくアプローチを仕掛けている。
Netflix版シーズン4では、実は派遣社員であることが判明した。
豹堂（ヒョウ）
声 - 荒井聡太
Netflix版のシーズン3に登場するキャラクターの一人。地下芸能界の敏腕プロデューサーとして活動している。かなりのコワモテであるが、その手腕は本物でカリスマ性に富んでいる。
烈子の職場であるキャラリーマン商事と自身の職場が近いらしく、シーズン3最終話にてキャラリーマン商事の本社ビルの窓を拭いていた。
Netflix版シーズン4では、粉飾の証拠を見つけるために行動に出た烈子達に全面的に協力をしていた。
OTMGirls（オーティーエムガールズ）
豹堂がプロデュースする女性地下アイドルグループ。メンバーはヒダリン（声:ARISA）、マナカ（声:SAYUMI）、ミギー（声:RIMA）の3名で構成されている。
リーダーのマナカは、キレキレの歌とダンスにかわいいルックスを生かしたファンサで不動のセンターを保っており、さらに歌詞を手掛けたり、のんびりしているミギーとヒダリンをひっぱっていったりと誰よりも努力家でいつか大きなステージに立つことが夢である。ちなみに、外見が10代の少女の様に見えるが、実は烈子と1歳差の26歳である。
Netflix版では新たに加入したメンバーである烈子に当初あまりいい感情を抱いていなかったが、徐々に打ち解け、烈子が過激ファンによるストーカー被害にあった際には豹堂と共に会社まで迎えに行ったり、武器を持って烈子を守ろうとしたりと、実際は仲間思いである。
ヒダリンとミギーは姉妹かつ双子であり、少しボケっとしてるのんびり屋なのがヒダリン、天然なのがミギーである。
姉のヒダリンはピンク色の物を集めることが好き。妹のミギーはステージに上がる直前までお菓子を食べるなど、かなりマイペースな方。
YouTubeに開設している専用チャンネルの動画においては、メンバー同士の会話の際に息があったツッコミをマナカに対して披露するなど、個性的な一面を見せている。
Netflix版シーズン4では、粉飾の証拠を見つけるために行動に出た烈子達に、豹堂共々全面的に協力してくれた。
バックン（バク）、ズックン（ミミズク）、田中さん（ウマ）
声 - 加藤慎吾（バックン）、荒井聡太（ズックン）、ラレコ（田中さん）
Netflix版のシーズン3に登場するキャラクター。OTMGirlsのオタクファンの常連客達だが、マナカ達が札幌でライブすることを知ってわざわざ追いかけて来たり、ファンにもかかわらず握手会のスタッフを自発的に勤めたりする等、なんだかんだで割りと良い人達である。
ヒムロ（犬）
声 - 阿座上洋平
Netflix版のシーズン4に登場するキャラクターの一人。種別はアフガンハウンド。前社長が病に倒れたことで、新しく社長に就任したクールな男。
「組織の長として大切なのは、従順な者とそうでない者を見分ける力」という持論を持つ。経費削減（ならびに諸費消減）のためであれば大規模なリストラも厭わない冷徹かつ冷酷な一面がある。
ハイ田の業務効率化に着目し彼を部長に据え、更には会社の業績不振を隠蔽する為に帳簿の改竄を彼に指示して粉飾決算に及ぶも、粉飾の証拠を見つけた烈子達の活躍により計画は失敗に終わる。シーズン4の最終話にて経営責任を問われ辞任した。
仕事時にはメガネをかけているが、スポーツジムにいる時は外している。
ハイ田父（ハイエナ）
声 - 宝亀克寿
Netflix版のシーズン5に登場するハイ田の父親。名の知れた政治家であり、非正規雇用者を「己の研鑽を怠った結果である」として、恵まれた環境にあった自らを棚に上げながら嘲笑っている。
ジロウ（ハイエナ）
声 - 阿座上洋平
Netflix版のシーズン5に登場するハイ田の弟。兄であるハイ田を見下しており、暇さえあれば侮蔑の意思を示すかのような語り口でハイ田を低評価して執拗にディスっている。
シカバネ
声 - みゆはん
Netflix版のシーズン5に登場するキャラクターの一人。モデルとなっている動物は不明。年齢は21歳。憂いと諦めに満ちている様子の瞳の持ち主で、ストーリーにおいては常に気怠げな態度を示している点が特徴となっている。

## テレビアニメ
2016年4月2日よりTBSテレビ他にて『王様のブランチ』内のコーナーアニメとして2018年3月31日まで放送された。1話約1分で、全100話。
現在、スマートフォン向けパズルゲーム『アグレッシブ烈子：腰掛けの逆襲』でのステージクリア特典として本アニメが視聴可能となっている。
2018年8月18日にTBSチャンネル2で一挙放送を実施。以後TBSチャンネル1・2で不定期で放送されている。TBSチャンネルでは、全100話を10話ずつにまとめたものを全10話として放送。
監督はラレコ、アニメーション制作はファンワークスが担当。

### 各話リスト
サブタイトルはDVD及びTBSチャンネルでの放送時にのみ併記。
| 話数       | サブタイトル             | 放送日         |
| ---------- | ------------------------ | -------------- |
| episode1   | ストレス発散             | 2016年 4月2日  |
| episode2   | カバ恵                   | 4月9日         |
| episode3   | 坪根                     | 4月23日        |
| episode4   | ヨガ教室                 | 4月30日        |
| episode5   | 飲み会の憂鬱             | 5月7日         |
| episode6   | 謎のインストラクター     | 5月14日        |
| episode7   | 日々の癒やし             | 5月21日        |
| episode8   | 満員電車の君             | 5月28日        |
| episode9   | カバ恵のお見舞い         | 6月4日         |
| episode10  | 楽しい残業               | 6月11日        |
| episode11  | ゴリ部長の恋愛模様       | 6月18日        |
| episode12  | かわいい後輩             | 6月25日        |
| episode13  | 若い？若くない？         | 7月2日         |
| episode14  | ヨコサワさん             | 7月9日         |
| episode15  | 烈子のカレー             | 7月16日        |
| episode16  | いいね！                 | 7月23日        |
| episode17  | お茶くみ                 | 7月30日        |
| episode18  | 空調戦争                 | 8月6日         |
| episode19  | 烈子の日常               | 8月13日        |
| episode20  | 化粧直し                 | 8月20日        |
| episode21  | 会社に行きたくない       | 8月27日        |
| episode22  | えこひいき               | 9月3日         |
| episode23  | まかせる女               | 9月10日        |
| episode24  | まじろさん               | 9月17日        |
| episode25  | 烈子のお土産             | 9月24日        |
| episode26  | 聞いてくれない女         | 10月1日        |
| episode27  | ファミレスにて           | 10月8日        |
| episode28  | 貸した本                 | 10月15日       |
| episode29  | 幹事を任される           | 10月22日       |
| episode30  | 横文字の女               | 10月29日       |
| episode31  | 記念撮影                 | 11月5日        |
| episode32  | 折り入った話             | 11月12日       |
| episode33  | 帰らない女               | 11月19日       |
| episode34  | 危険な彼氏               | 11月26日       |
| episode35  | 嫌い合う女たち           | 12月3日        |
| episode36  | 陰口を聞かれる           | 12月10日       |
| episode37  | 彼氏いそうな私           | 12月17日       |
| episode38  | クリスマス               | 12月24日       |
| episode39  | おみくじ                 | 2017年 1月7日  |
| episode40  | 販売員                   | 1月14日        |
| episode41  | 恥ずかしいDVD            | 1月21日        |
| episode42  | れさすけ                 | 1月28日        |
| episode43  | バレンタイン前哨戦       | 2月4日         |
| episode44  | バレンタイン             | 2月11日        |
| episode45  | 風邪                     | 2月18日        |
| episode46  | 覗き見                   | 2月25日        |
| episode47  | いびき対策               | 3月4日         |
| episode48  | そこまで興味ない         | 3月11日        |
| episode49  | 上司の誘い               | 3月18日        |
| episode50  | 花見の場所取り           | 3月25日        |
| episode51  | エイプリルフール         | 4月1日         |
| episode52  | 新入社員                 | 4月8日         |
| episode53  | コンビニ行ってきます     | 4月15日        |
| episode54  | エレベーターの罠         | 4月22日        |
| episode55  | ウォールオブカバ恵       | 4月29日        |
| episode56  | 自意識過剰のゴリラ       | 5月6日         |
| episode57  | 女新人                   | 5月13日        |
| episode58  | プレゼントの行方         | 5月20日        |
| episode59  | 飲み放題の罠             | 5月27日        |
| episode60  | 細かすぎる男             | 6月3日         |
| episode61  | 一緒にすんじゃねぇ       | 6月10日        |
| episode62  | 後輩の援護射撃           | 6月17日        |
| episode63  | なかなか直さない男       | 6月24日        |
| episode64  | ネタバレフェネック       | 7月1日         |
| episode65  | カバ恵のダイエット       | 7月8日         |
| episode66  | 業コン                   | 7月15日        |
| episode67  | 徘徊おじさん             | 7月22日        |
| episode68  | 夏の炎天下               | 7月29日        |
| episode69  | ファッションポリス       | 8月5日         |
| episode70  | 前略おふくろ様           | 8月12日        |
| episode71  | お前の会じゃねえ         | 8月19日        |
| episode72  | 招かざるおっさん         | 9月2日         |
| episode73  | 彼氏いたの？             | 9月9日         |
| episode74  | 烈子のおばあちゃん       | 9月16日        |
| episode75  | 食べさせてくれよ         | 9月23日        |
| episode76  | 忙しいアッピール         | 9月30日        |
| episode77  | あんた誰                 | 10月7日        |
| episode78  | 残業を減らせ             | 10月14日       |
| episode79  | プリペイドカードを探す女 | 10月21日       |
| episode80  | 待ち合わせ               | 10月28日       |
| episode81  | 烈子の誕生日             | 11月4日        |
| episode82  | たるみ切った後輩         | 11月11日       |
| episode83  | 丁寧すぎる女             | 11月18日       |
| episode84  | 聞いて！？               | 11月25日       |
| episode85  | 何様ですか               | 12月2日        |
| episode86  | 例のアレ                 | 12月9日        |
| episode87  | イルミネーション         | 12月16日       |
| episode88  | 聖夜 リサージェンス      | 12月23日       |
| episode89  | おっさんワード           | 2018年 1月13日 |
| episode90  | 上司からの友達申請       | 1月20日        |
| episode91  | 上司とSNS                | 1月27日        |
| episode92  | 雑誌の付録               | 2月3日         |
| episode93  | バレンタイン             | 2月10日        |
| episode94  | 優柔不断                 | 2月17日        |
| episode95  | 電話に出ろ               | 2月24日        |
| episode96  | 興味ない顔               | 3月3日         |
| episode97  | お前が言うな             | 3月10日        |
| episode98  | ホワイトデー             | 3月17日        |
| episode99  | お花見2018               | 3月24日        |
| episode100 | 最終回                   | 3月31日        |

### DVD
| 巻 | 発売日        | 収録話                | 規格品番   |
| -- | ------------- | --------------------- | ---------- |
| 1  | 2017年1月18日 | episode1 - episode25  | PCBP-12364 |
| 2  | 2017年4月19日 | episode26 - episode50 | PCBP-12365 |

episode51以降はDVD未収録。

## Webアニメ
2018年4月20日にNetflixオリジナルアニメとして配信。1話15分×全10話。スタッフはテレビシリーズと共通。なお、本アニメシリーズにおけるキャラクターの設定はサンリオの公式設定から変更されている。
2019年6月14日にシーズン2が配信された。
同年8月4日、シーズン3の制作が決定。
2020年8月27日にシーズン3が配信された。
同年12月、シーズン4の制作が決定。
サンリオ社公式サイトにて制作決定の発表が同月24日付で行なわれている。 
2021年12月16日にシーズン4が配信された。
2022年9月25日にシーズン5の制作が決定、2023年2月16日より配信予定。

### 各話リスト（Webアニメ）
| 話数 | サブタイトル       |
| ---- | ------------------ |
| 1    | 烈子の日常         |
| 2    | 真面目ないい子     |
| 3    | 腰かける女         |
| 4    | ウェディングロード |
| 5    | デスバレ           |
| 6    | 反逆の狼煙         |
| 7    | ガチバトル         |
| 8    | 自腹のプリンス     |
| 9    | ばら色の世界       |
| 10   | 夢のおわり         |

| 話数 | サブタイトル                                    |
| ---- | ----------------------------------------------- |
| 1    | アグレッシブ烈子：We Wish You a Metal Christmas |

| 話数 | サブタイトル       |
| ---- | ------------------ |
| 1    | 子供の終わり       |
| 2    | 穴井という名の後輩 |
| 3    | 2つのモラトリアム  |
| 4    | 避けられない衝突   |
| 5    | 共同戦線           |
| 6    | 見えない未来       |
| 7    | 募る想い           |
| 8    | 空に住む男         |
| 9    | 夢見るOL           |
| 10   | すばらしき人生     |

| 話数 | サブタイトル         |
| ---- | -------------------- |
| 1    | 人生のうるおい       |
| 2    | 辿り着いた穴倉       |
| 3    | 温室育ちのOL         |
| 4    | 生まれ変わった日常   |
| 5    | 砂漠にウニ           |
| 6    | クロスロード         |
| 7    | 越えられない壁       |
| 8    | はじけた泡           |
| 9    | モラトリアムの終わり |
| 10   | 10数えたら           |

| 話数 | サブタイトル       |
| ---- | ------------------ |
| 1    | 社会の人           |
| 2    | 新社長誕生         |
| 3    | 泥にまみれた仕事   |
| 4    | 果たせぬ約束       |
| 5    | 選択肢             |
| 6    | 生存競争           |
| 7    | 昇進               |
| 8    | ヘッドハンティング |
| 9    | 不正アクセス       |
| 10   | 待ち合わせ         |

| 話数 | サブタイトル       |
| ---- | ------------------ |
| 1    | 自由と言う名の牢獄 |
| 2    | シカバネ           |
| 3    | 穴倉とリアル       |
| 4    | 再起動             |
| 5    | 謎の使者           |
| 6    | 家族事変           |
| 7    | 怒りのミッション   |
| 8    | 決起               |
| 9    | バラバラな世界     |
| 10   | 怒りの向こう側     |

## 出版物
- アグレッシブ烈子の毒り言（大和書房、2017年7月31日発売） ISBN 978-4-479-67093-3
- アグレッシブ烈子Fan Book 〜OLキレたらこわいよ〜（宝島社、2017年7月31日発売） ISBN 978-4-8002-7532-5

### 漫画
『アグレッシブ烈子 小学生編』が『別冊コロコロコミック』2020年12月号より2021年12月号まで連載。
- 『アグレッシブ烈子 ストレス爆発小学生編』 小学館〈てんとう虫コミックススペシャル〉、2021年11月26日発売[25]、ISBN 978-4-09-143357-2

## サンリオキャラクター大賞の順位
『いちご新聞』の読者投票企画「サンリオキャラクター大賞」では第33回（2018年）の20位が歴代最高である。
アグレッシブ烈子は2016年の第31回サンリオキャラクター大賞が初参戦し、総合順位で100キャラクター中50位にランクインした他、「リルリルフェアリル」とともに新人賞を獲得した。
2017年の第32回サンリオキャラクター大賞では総合順位を37位に順位を上げたほか、「サンリオキャラクターいちご新聞ランキング」で前年の69位から29位に大きく順位を上げたことが評価され「Big Stepアワード」を受賞した。
2018年の第33回サンリオキャラクター大賞では総合順位で100キャラクター中20位にランクインされ、始めてトップ20圏内入りを果たした。また、海外では、ブラジル、イギリスでは1位を獲得、イタリア、ドイツ、フランス、アラブ首長国連邦では2位を獲得した。
2020年の第35回サンリオキャラクター大賞では総合順位は80キャラクター中45位だが、アメリカ、ブラジルでは3位を獲得した。また、2020年は、コロナ関連によるサンリオショップの臨時休業が相次ぎ、思うようにサンリオショップ店頭からの投票（チップde投票）が出来なかったため、サンリオキャラクター大賞終了後の6月12日から30日にかけて、スピンアウト企画の 「チップde投票リターンズ」がサンリオショップ各店舗で開催され、サンリオショップのひとつのハーモニーランドにおいての結果は「アグレッシブ烈子」は39位であった（この回の票は、公式にはサンリオキャラクター大賞本戦の結果には反映されない）。
2022年の第37回サンリオキャラクター大賞では総合順位は80キャラクター中40位だが、ブラジル、イタリア、スペインでは3位を獲得した。
また、いちご新聞2016年5月号にて実施の第2回いちご新聞サブキャラコンテストでは「ゴリ部長」がノミネートされ、50キャラクター中34位にランクインされた。いちご新聞2016年5月号にて実施の第5回いちご新聞サブキャラコンテストでも「ゴリ部長」がノミネートされ、50キャラクター中45位にランクインされた。
- 2016年サンリオキャラクター大賞50位（いちご新聞69位[36]） ／ なでる投票45位[37]。
- 2017年サンリオキャラクター大賞37位（いちご新聞29位[38]）。
- 2018年サンリオキャラクター大賞20位（いちご新聞31位[39]）。
- 2019年サンリオキャラクター大賞41位（いちご新聞46位[40]）。
- 2020年サンリオキャラクター大賞45位（いちご新聞46位[41]）。
- 2021年サンリオキャラクター大賞38位（いちご新聞40位[42]）。
- 2022年サンリオキャラクター大賞40位。
- 2023年サンリオキャラクター大賞37位
- 2024年サンリオキャラクター大賞45位

## その他
- サンリオピューロランドにてアグレッシブ烈子の着ぐるみとのグリーティングも行なわれる[43]。
- 2018年、DHCが自社商品「デトクレンズ」を同年11月8日付で発売するに当たり、そこからアグレッシブ烈子とオリエンタルラジオの藤森慎吾を起用したTV-CMが同月10日より地上波放送にて放映されている[44]。
- 2019年9月25日、千葉興業銀行による同作とのコラボATMブースがJR船橋駅構内に設置されている[45]。これは同年8月より、同銀行の「ガン保障付きカードローンあんしんアップ」「おまとめフリーローン 」のイメージキャラクターとして就任したことを記念して設けられたもので、ATMブースは同銀行のバンクカラーであるピンクを基調に、平常時とデスボイス時の烈子を前面にあしらったデザインとなっており、写真のSNS投稿を呼びかける吹き出しが付けられている[46]。
- 「アフリカのサラリーマン」とのコラボムービーが製作されている。内容は烈子たちがアフリカ商事へビジネス交流会のために訪れ、その中で繰り広げられる1日の様子を展開したものとなっている[47][48]。
- 2021年3月2日放送の『マツコの知らない世界』の「サンリオキャラクターの世界」にてマツコ・デラックスがアグレッシブ烈子をサンリオキャラだと知らないで見ていたアグレッシブ烈子のアニメにハマり、アグレッシブ烈子が好きだと語る。